# Номер Один (Зоряний шлях)
Номер Один (англ. Number One) — персонаж науково-фантастичного телевізійного серіалу «Зоряний шлях».

## Про персонаж
Уна Чін-Райлі, зазвичай і спочатку відома лише як Номер один, є вигаданим персонажем науково-фантастичної франшизи «Зоряний шлях». Вона є другим командиром Крістофера Пайка, коли він був капітаном корабля «Ентерпрайз».
Вона вперше з'явилася у виконанні Маджел Барретт в «Клітці», першому пілотному епізоді оригінального серіалу 1965 року. Пілот було відхилено, і більшість його персонажів, серед них Номер Один, були виключені з другого пілоту та наступних серій (стосунки між Споком і Кірком будуть наслідувати відносини Номер Один і Пайка). Відео з фільму «Клітка» із персонажем було повторно використано в історії з двох частин «Звіринець» 1966 року, де Пайк і Номер Один були членами попереднього екіпажу «Ентерпрайза» та частини «Зоряного шляху — Оригінального сезону». Сама Барретт, яка стане дружиною творця «Зоряного шляху» Джина Родденберрі, зіграє низку непов'язаних між собою персонажів у франшизі з 1966 по 2009 рік, таких як медсестра Кристина Чапель в оригінальному серіалі, Ліанна Трой у «Зоряному шляху: Наступне покоління», і голос комп'ютера «Enterprise» для обидвох серій.
У 2019 році в другому сезоні серіалу «Зоряний шлях: Дискавері-2», дія якого відбувається під час перебування Пайка на посаді капітана «Ентерпрайза», вперше за 53 роки з'явилася на екрані Номер Один, яку зіграла Ребекка Ромейн. Вона повторила цю роль у двох епізодах «Зоряний шлях: Короткометражки» того ж року. А починаючи з 2022 року — як регулярна постать в серіалі «Зоряний шлях: Дивні нові світи», у центрі якого — пригоди команди Пайка.
Персонаж дебютував у фільмі «Звіринець» 1966 року, а також у фільмі «Клітка», який не транслювався до 1988 року. Персонаж не з'являвся в «Зоряному шляху» до 2019 року, коли вона стала повторюваною постаттю у другому сезоні «Зоряний шлях: Дискавері».
Хоча це не показано в серіях, вважається, що Номер Один ненадовго приймає командування «Ентерпрайзом», коли капітан Пайк і його десант вперше спускаються на Талос-IV. Пізніше вона сама кілька разів спускається на планету. Під час «Клітки» Номер Один доводить своїм викрадачам-інопланетянам, що люди радше помруть, ніж стануть рабами. В її офіційній біографії зазначено, що Номер Один таємно тягне до Пайка.
Номер Один з'являється в трьох епізодах другого сезону «Star Trek: Discovery», починаючи з епізоду «Обол для Харона», де вона відвідує Пайка на «USS Discovery». Вона інформує Пайка про ремонт «Ентерпрайза», а також надає йому інформацію про місцеперебування лейтенанта Спока. Кажуть, що Номер Один дуже винахідлива особистість (Пайк іронично зазначає, що «люди мають тенденцію завдячувати їй послугами») та має пристрасть до гострої їжі — у сцені з їдальнею із Пайком вона замовляє чізбургер з соусом хабанеро.
Її ім'я «Уна» з'являється в епізоді «Така солодка печаль-2», коли Пайк звертався до Уни. Мішель Парадайз, виконавчий продюсер «Discovery», підтвердила, що Пайк звертався до Номера Один. Уна — жіноче ім'я гельського походження, що означає «уособлення правди, краси та єдності». Це також має латинське походження, що означає «Один».
У фіналі другого сезону Зоряного шляху: Дискавері, «Така солодка печаль», розкривається, що ім'я персонажа — Уна, тоді як у третьому епізоді" Дивних нових світів" «Привиди Іллірії», повне ім'я персонажа — Уна Чін-Райлі. І виявляється, що вона іллірійка, а не людина.
Номер Один з'являється у двох частинах серії короткометражних фільмів «Зоряний шлях: Короткі шляхи»

## Розвиток персонажа
Під час розробки першого пілотного фільму «Зоряний шлях: Оригінальний серіал» — «Клітка» — Родденберрі написав роль роль Номер Один спеціально для Баррет. Керівництво «NBC» не бажало погоджуватися на акторку, яка була майже невідомою. Родденберрі переглядав багато актрис для ролі, але ніхто інший ним не сприймався. За словами Джина Родденберрі та Стівена Вітфілда, важливість жінки серед екіпажу зоряного корабля була однією з причин, чому оригінальний пілот «Star Trek» був відхилений «NBC». Який, окрім того, що назвав пілот «надто розумовим», вважав інопланетянина Спока і жінку-старшого офіцера як знехтуваних глядачами. Родденберрі розповів історію про те, як жінкам того часу було важко сприйняти її. Виконавчий продюсер Герберт Ф. Солов намагалася переконати керівників «NBC» в тому, що нове обличчя додасть правдоподібності ролі (але керівники знали, що вона була дівчиною Родденберрі). Незважаючи на це, керівники погодилися на її кастинг — не бажаючи засмучувати Родденберрі на цьому етапі виробництва. Після того, як пілот було відхилено, був виготовлений другий пілот.. Хоча загалом було розтлумачено, що пошановувачі не люблять жіночого персонажа як другого командира «Ентерпрайза», Солов мав іншу думку про події. Він пояснив: «нікому не подобалася її гра… вона була гарною жінкою, але насправді вона не вміла грати». У своїй книзі «Inside Star Trek: The Real Story», Солов припускає, що телекомпанія не мала проблем із персонажем, але була розлючена, коли відносно невідому актрису було обрано лише тому, що вона мала відносини із Родденберрі. Через рідкісне замовлення «NBC» другого «пілота», Родденберрі пішов на компроміс, усунувши Номер Один, але аспекти її характеру — зокрема, холодна поведінка та логічний характер — були втілені у Спока під час чергового показу серіалу.

## Вплив
У серіалі «Зоряний шлях: Наступне покоління» капітан Жан-Люк Пікар зазвичай (і неофіційно) називає командира Вільяма Райкера «Номер Один» через його посаду першого офіцера на «USS Enterprise». У серіалі «Зоряний шлях: Відкриття», дія якого відбувається у 2256 році (через два роки після подій у «Клітці»), капітанка Джорджі називає жінку-командира Майкл Бернем «Номером Один» через її посаду першого офіцера «USS Шеньчжоу». Творець серіалу Браян Фуллер спочатку мав намір називати персонажа лише Номером Один, на честь персонажа Маджел Барретт, але ім'я Бернем замість цього було розкрито під час першого епізоду. У «Зоряний глях: Пікар» адмірал у відставці Пікар володіє пітбулем на ймення «Номер Один».
Номер Один вперше згадувалася як «Уна» в неканонічній трилогії романів 2016 року «Зоряний шлях: Спадщина», яка була опублікована «Pocket Books» до 50-річчя оригінальної серії. Автори Грег Кокс, Девід Алан Мак, Дейтон Ворд і Кевін Ділмор дали їй ім'я, оскільки вона грала центральну роль у романах. Кілька джерел припустили, що це було зроблено на честь другої авторки «Зоряного шляху» (Уна Маккормак). Ім'я «Уна» стало каноном завдяки його використанню у фіналі другого сезону «Зоряного шляху: Дискавері».

## Сприйняття
Роль Барретт як Номер Один у першому пілотному фільмі призвела до того, що її взяли на роль медсестри Чапель в оригінальному серіалі «Зоряний шлях». Значна частина пілотного матеріалу «Клітки», включаючи сцени з Барретт як Номер Один, була включена в епізод «Звіринця» 1966 року. У 2017 році «Space.com» поставив «Звіринець» на третє місце серед найкращих епізодів телесеріалу «Зоряний шлях». «Клітка» була надана «NBC» у 1965 році, але не була випущена на «VHS» до 1986 року та не транслювалася до 1988-го. Відповідно, «Звіринець» був першою публічною трансляцією цього персонажа на телебаченні.
У 2016 році Номер Один була визнана журналом «Wired» 57-м найважливішим персонажем Зоряного флоту всесвіту Зоряного шляху зі 100 персонажів.
У 2017 році «CBR» поставив Номер Один у рейтингу 9-го «найлютішого» жіночого персонажа всесвіту «Зоряного шляху».
У 2018 році актриса Ребекка Ромейн була обрана на роль персонажа Номер Один у 2 сезоні «Зоряного шляху: Дискавері», і вона сказала — «для неї велика честь зіграти такого культового персонажа». Гра Ромейн була сприйнята позитивно. Продюсери оголосили про плани повернути Ромейн як Номер Один для двох епізодів «Star Trek: Short Treks» і згодом як головного героя у «Star Trek: Strange New Worlds».